# Klim Alexejewitsch Schipenko
Klim Alexejewitsch Schipenko (russisch Клим Алексеевич Шипенко; * 16. Juni 1983 in Moskau) ist ein russischer Filmregisseur, Drehbuchautor, Schauspieler, Filmproduzent und Raumfahrer.

## Leben
Klim Schipenko ist der Sohn des russischen Schriftstellers, Drehbuchautors, Regisseurs, Musikers und Schauspielers Alexei Pawlowitsch Schipenko. Seine erste Frau war die Schauspielerin Ksenija Burawskaja, mit der er einen Sohn hat. Schipenko ist in zweiter Ehe mit der Schauspielerin und Regisseurin Sofija Karpunina verheiratet, zusammen haben sie eine Tochter und einen Sohn.
Sein wohl bekanntester Film ist der vielprämierte Film Salyut-7, der die reale Geschichte der Weltraummission Sojus T-13 (1985) verfilmt. Sein Film Der Knecht (russisch Холоп Holop) wurde 2020 zum finanziell erfolgreichsten Kinofilm aller Zeiten in Russland.

## Dreharbeiten im Weltall
Am 5. Oktober 2021 startete Schipenko mit dem Flug Sojus MS-19 zur Internationalen Raumstation (ISS), um dort mit der Schauspielerin Julija Peressild für den russischen Sender Channel One das Filmprojekt Вызов (Wysow, russisch für Herausforderung) zu drehen.
Schipenko war verantwortlich für Kamera, Licht- und Tontechnik sowie Makeup. Auch einige der Astronauten halfen beim Filmdreh, unter anderem Pjotr Dubrow und Mark Vande Hei. Schipenko und Peressild kehrten am 17. Oktober mit Sojus MS-18 zur Erde zurück. Es war das erste Mal, dass ein kommerzieller Film von professionellen Filmschaffenden im Weltraum gedreht wurde. Der Weltraumtourist Richard Garriott drehte unter Mitwirkung der ISS-Besatzung bereits 2008 den Kurzfilm Apogee of Fear auf der ISS. Im Jahr 2023 wurde der Film veröffentlicht.

## Filmografie (Auswahl)

### Regisseur
- 2017: Salyut-7
- 2019: Text
- 2019: Der Knecht
- 2021: Dezember
- 2023: The Challenge – Die Herausforderung

### Schauspieler
- 2017: Salyut-7
- 2023: The Challenge – Die Herausforderung (Cameo)